# Phobetes sapporensis
Phobetes sapporensis är en stekelart som först beskrevs av Tohru Uchida 1930.  Phobetes sapporensis ingår i släktet Phobetes och familjen brokparasitsteklar. Inga underarter finns listade i Catalogue of Life.